# Аналіз діяльності підприємства
Аналіз діяльності підприємства — проводиться власними економічно-фінансовими структурними підрозділами організацій, підприємств, фірм або з залученням консалтингових організацій, аудиторських фірм з метою оцінки фінансового стану, результатів господарської діяльності за певний період (звітний рік, півріччя, квартал). Здійснюється шляхом вивчення даних оперативної статистики за поточний рік чи порівняно з минулим роком з використанням господарсько-фінансових показників (динамічних рядів, базисних чи ланцюгових індексів) для порівняльного аналізу та оцінки кінцевих результатів (ефективності) діяльності підприємства: виробничої, комерційної, торговельної, фінансової тощо. Аналізу підлягають: бухгалтерський баланс, фінансові документи, звіти окремих підрозділів, дані про над-ходження та використання основних фондів і оборотних коштів, про формування й витрати безготівкових і готівкових сум, відрахування у бюджет і сплату податків, зборів. Такий аналіз спрямований на визначення обсягів і структури періодичних (динамічних) змін у системі економічних показників, котрі характеризують ефективність діяльності окремих ланок (етапів, складових) виробничо-комерційної діяльності, ефективність використання матеріальних, фінансових чи трудових ресурсів, якість продукції порівняно з минулим періодом чи з аналогічним середнім показником по галузі або з іншими подібними конкуруючими підприємствами. Виявляються також причини негативних показників діяльності або недоліків конкретних структур, комерційно-господарських підрозділів. Оцінюються також можливі наслідки діяльності підприємства в існуючому режимі. На підставі результатів аналізу можуть складатись одно- або багатоваріантні прогнози розвитку підприємства, розширення чи зміцнення його позицій на ринку, а також конкретні програми (пропозиції, заходи) щодо підвищення результативності, прибутковості подальшої діяльності.